# Гетта, Тьерри
Тьерри́ Гетта́ (фр. Thierry Guetta, [ɡɛˈta]), также известный как «Mr. Brainwash» или «Мистер Мозгоправ» (сокращенно MBW) — режиссёр-документалист и уличный художник французского происхождения.

## История
Тьерри Гетта работает со многими известными художниками, такими как Бэнкси, Шепард Фейри и другими. В фильме «Выход через сувенирную лавку», основанном на съёмках Тьерри и смонтированном Бэнкси, сам Тьерри получил главную роль. Тьерри в фильме представлен как французский гражданин, перебравшийся в Лос-Анджелес, где он стал владельцем магазина одежды. На свою видеокамеру он начал снимать занятие своего брата, более известного как Космический захватчик. Таким образом, находясь под влиянием уличных художников, он сам превратился в одного из них. Фильм включает подлинную документацию Космического захватчика, Шепарда Фейри, Бэнкси и других известных представителей стрит-арта в процессе творчества.
Художественные работы, приписанные Тьерри, очевидно подражают стилям и артистическим понятиям известных уличных художников, в особенности Бэнкси и Шепарда Фейри. Как и Бэнкси, Тьерри использует популярные в массовой культуре и не только изображения, многие из которых защищены авторским правом, при этом он постоянно изменяет оригиналы разными способами. В отличие от Бэнкси, который всё делает собственными руками, работа Тьерри в значительной степени состоит из просмотра различных фотографий, подвергающихся впоследствии переработке, и действий специально нанятых помощников и графических проектировщиков, которым он описывает свои идеи. В фильме он так и не показан как непосредственный создатель большинства художественных работ.
Первая выставка Тьерри «Жизнь прекрасна» (англ. Life is Beautiful) прошла в Лос-Анджелесе 18 июня 2008 года. В 2009 году Тьерри работал над обложкой для альбома Мадонны «Celebration».

## ICONS
14 февраля 2010 года Тьерри открыл свою вторую выставку, на этот раз в Нью-Йорке. Галерея показа «ICONS» занимала 15 000 м2 склада в районе Нью-Йорка Митпэкинг. Согласно некоторым изданиям портрет Джима Моррисона здесь был продан за $100 000. Для выставки были также созданы массивные баллоны размером от 4 до 12 метров.

## Участие в аукционах
Тьерри дебютировал 14 мая 2010 года на аукционе под названием «Contemporary Art Sale. Part 2», организатором которого выступил широко известный аукционный дом «Филлипс де Пюри». Части массивных холстов перед аукционом давали оценку в $50 000-70 000. На одном из них был показан Чарли Чаплин с краской в руке. Некоторые работы расположили снаружи на улице.
Вскоре был проведен второй подобный аукцион, и на этот раз Тьерри был представлен двумя уникальными работами. На холсте размером 106,7x106,7 см в стиле портретной живописи была изображена модель Кейт Мосс, на холсте размером 162,6x121,9 см на фоне стены с надписями — Альберт Эйнштейн. В конечном итоге работы были проданы по высокой цене: около $67 000 и $120 000 соответственно.

## Предположения и теория
Начиная с выхода документального фильма «Выход через сувенирную лавку» были высказаны предположения, что фильм и история художника под псевдонимом «Mr. Brainwash» — обман, придуманный не менее популярным Бэнкси. Когда героя фильма показывают занятым работой, он постоянно только и брызгает краской, используя баллоны, чтобы случайно подкрасить изображение или неуклюже пытаясь приклеить эмблему. Другие аспекты Мистера Мозгоправа кажутся преднамеренно смешными. Примером служит то, как он катается на самокате после воображаемого перелома ноги.
В частности, «The Times» и некоторые другие источники ставили под сомнение правдоподобность и документальный характер фильма:

Выход через сувенирную лавку: зашла ли мистификация Бэнкси слишком далеко?Оригинальный текст (англ.)«Is Banksy’s ‘Exit Through the Giftshop’ a hoax too far?»

Теперь всё ясно, это была замысловатая шутка, с помощью которой Бэнкси, так и не раскрывший своей персоны, и его сообщник Фейри обвели нас вокруг пальца.  
— Алиса УолкерОригинальный текст (англ.)«The whole thing, it's clear now, was an intricate prank being pulled on all of us by Banksy, who has never publicly revealed his identity, with Fairey as his accomplice».

Низкие продажи на artnet.com подтверждают, что на самом деле мир искусства вовсе не так активно повёлся на шумиху в медиа, как это представлено в фильме. Поскольку обе выставки проводились вне коммерческих галерей, ни один серьёзный арт-дилер не поставил свою репутацию под угрозу лживыми утверждениями о высоких продажах. Однако, если Гетта — обман, то существует возможность, что эти художественные работы фактически принадлежат Бэнкси, который сознательно решил продемонстрировать более слабое мастерство. 
— Ребекка КэннонОригинальный текст (англ.)«The low evidence of sales on artnet.com also supports the argument that the art world hasn’t really been as exploited by media-hype as the film suggests. With both shows held outside of commercial galleries, no professional dealers have had their reputation on the line in making fake claims of high sales. However, if Guetta is a hoax, there also exists the possibility that these artworks are actually produced by Banksy himself, in a style deliberately intended to suggest inferior artistic skill».

Кино показывалось в США в апреле 2010 года, и американская газета «The Boston Globe» наградила его четырьмя звёздами.
Выставка «Жизнь прекрасна» (англ. Life is Beautiful), изображённая в кино, в действительности была проведена, что доказывает то, что если это и обман, персонаж Тьери Гетта ещё существовал по крайней мере в июне 2008 года. Также в 2006 году на Youtube был загружен фильм, смонтированный самим Тьерри, под названием «Пульт управления жизнью».

## Судебный процесс о нарушении авторского права
Фотограф Глен Фридмэн предъявлял иск Тьерри за использование его фотографии американской рэп-группы «Run-D.M.C.» на рекламных плакатах выставки Тьерри «Жизнь прекрасна». Фридмэн выиграл суд.

## Широко известная цитата Бэнкси о личности «Mr. Brainwash»
Фраза, придуманная Бэнкси, была использована как реклама выставки и звучит в фильме «Выход через сувенирную лавку»:

Мистер Мозгоправ это сила природы, это феномен. В худшем смысле этого слова. 
— БэнксиОригинальный текст (англ.)«Mr. Brainwash is a force of nature, he’s a phenomenon. And I don’t mean that in a good way.»